# Daagbo Hounon
Daagbo Hounon, de son nom complet Daagbo Hounon Tomadjlèhoukpon II Hounwamènou, né le 31 décembre 1951  à Ouidah (Bénin), est intronisé Chef suprême du culte vodun au Bénin le 25 juin 2006 par le régime du président Boni Yayi. 

## Biographie
Natif de Ouidah, Daagbo Hounon Tomadjlèhoukpon II Hounwamènou est le fils du neuvième Daagbo Hounon de la Dynastie Houxwé. Il est le père d'une douzaine d'enfants et exerçait en tant que greffier à la Cour de justice avant son intronisation. 

## Pontificat du vodoun
Intronisé chef suprême de vodun en 2006, il s'occupe de la gouvernance et l’administration du vodun à l'échelle mondiale. Il est  reconnu par les autorités béninoisesen tant que l'un des plus hauts dignitaires du pays. Son pontificat est à Ouidah où il exerce les pouvoirs en lien avec le vodun conformément au droit coutumier. Selon l'un de ses proches cité par l'Agence France Presse, «aucune décision portant sur le culte vodun ne peut se prendre sans son approbation». Il dispose aussi du pouvoir surnaturel de marcher sur les eaux de l'océan où il va pour s'unir aux forces universelles. Au ''G20 Interfaith Forum'' à Bologne en Italie en 2021, le pontife déclare que le vodun «est une religion tournée vers le bien et la paix». 
Daagbo Hounon est le fondateur de l’École du vaudou, laquelle est fréquentée aujourd’hui par de jeunes adeptes ainsi que par des adultes qui souhaitent apprendre l’écriture